# 관할권
관할권(管轄權)은 일반적으로 국가의 주권이나 관청의 권한이 미치는 범위를 말한다.
영어의 jurisdiction은 영미법과 국제법에서 통용되는 것으로서, 관할권과 재판권을 모두 일컫는다. 그러나, 한국에서는 관할권과 재판권은 서로 다른 의미로 쓰고 있다. 재판권과 관할권을 포함하는 jurisdiction의 의미를 간략하게 설명하면 "정확히 어느 법정에서 재판을 할 것인가?"하는 문제이다.

## 재판권
어느 나라의 어떤 법원에서 재판을 하는가의 문제를 말한다. 추상적 관할권이라고 한다. 한국의 민사/형사/군사법원인가 등을 정하는 문제이다.

## 관할권
소장을 작성하여 법원에 제출하려면 국내에 있는 여러 곳의 법원 중 그 사건과 관련된 법원에 제출해야 되는가의 문제를 말한다. 구체적 관할권이라고 한다.

### 관할의 종류
- 법정관할
  - 직분관할
  - 사물관할
    - 소액사건: 소가 2,000만 원 이하의 사건. 하루재판이다.
    - 단독사건: 소가 2,000만 원 초과 1억 원 이하의 사건. 소가 2,000만 원 이하의 부동산 등 특정물 사건.
    - 합의부 사건: 소가 1억 원 초과의 사건. 3인의 재판관이 재판한다.

  - 토지관할
    - 보통재판적: 피고의 주소지 법원이다. 원칙이다.
    - 특별재판적: 원고에 가까운 법원이다. 예외이다.
- 재정관할: 재정합의부에서 재정단독사건, 재정합의사건의 여부를 정한다.
- 합의관할: 당사자 합의로 법원을 정한다.
- 전속관할: 재판의 적정, 공평 등 고도의 공익적 견지에서 정해진 것으로서, 특정법원만이 오히려 배타적으로 관할권을 갖게 한 관할을 말한다.
  - 재심사건
  - 정기금판결에 대한 변경의 소
  - 담보취소신청
  - 독촉절차
  - 공시최고절차
  - 민사집행사건
  - 가사소송사건
  - 회관계사건
  - 파산
  - 화의
  - 회사정리사건

## 같이 보기
- 재판권
- 관할

## 참고 자료
- 최신미국판례 국제재판관할권과 ‘forum non conveniens’ 법률신문 2007-03-27
- https://web.archive.org/web/20070930024259/http://forjustice21.com.ne.kr/game/wherecourt.htm
- 해외 항공기 사고 중과실땐 전액 배상 쿠키뉴스 2007-06-26
- 외제차 하자, 국내 재판권 있다? 없다? 헤럴드 생생뉴스 2007-07-19
- 최신미국판례 대사관 건물 관련 사건에 대한 주재국의 재판권 및 강제집행권 법률신문 2007-07-03
- `할머니 성폭행' 주한미군 징역 4년(종합) 연합뉴스 2007-03-09